# 夢眠ねむ
夢眠 ねむ（ゆめみ ねむ、7月14日 - ）は、日本の実業家、キャラクタープロデューサー、映像監督、美術家。
三重県上野市（現・伊賀市）出身。でんぱ組.incの元メンバーで、愛称はねむきゅん。でんぱ組.incでのキャッチフレーズは「永遠の魔法少女未満」、担当色はミントグリーンであった。芸能界引退後は、マスコットキャラクターである「たぬきゅん」のプロデュースおよび東京・下北沢で「夢眠書店」を経営している。夫はピン芸人のバカリズム（升野英知）。

## 略歴
幼少期は地元出身である松尾芭蕉に憧れ俳人を目指したり、『のらくろ』で知られる田河水泡や杉浦茂に影響を受け漫画家を目指していた。小学校高学年になると、広告デザイナーになる為に美術大学を目指す。高校生の頃にメイド喫茶「@ほぉ〜むカフェ」に遊びに行き、完全メイド宣言のライブを偶然観る事となり、アイドルヲタクによるヲタ芸やメイドの可愛さを目の当たりにする。
その後多摩美術大学情報デザイン学科に入学。在学中に美術に関して悩んでいた際に再び「@ほぉ〜むカフェ」に遊びに行くと、後のでんぱ組.incのメンバーとなる成瀬瑛美に手厚く接客される。何もかも投げ出したいような気持ちの時に、高い声で「おかえりなさいませ〜!」と言われ、「ただいま!」という気持ちになり、成瀬の明るさを美術に取り入れる事が答えになると思い、「@ほぉ〜むカフェ」でアルバイトを始める。その際、株式会社モエ・ジャパンが運営する秋葉原ディアステージについて知る様になり、「@ほぉ〜むカフェ」を辞めた後にディアステージのアルバイト面接を受け、採用される。

ディアステージの女性従業員「ディアガール」として働く傍ら、同じくモエ・ジャパンが運営する秋葉系クラブ「秋葉原MOGRA」でエレクトロとアニソンを結ぶDJ「DJねむきゅん」としての活動や、うさぎのなみ平（現：三上ナミ）との2人組グループ「フジミント」として活動する。2009年にディアガールズのメンバーで構成される女性アイドルグループ、でんぱ組.incに西村めめ（現：相沢梨紗）と共に加入。
2010年より、写真家の川本史織とプロジェクト「メタポメ」の活動を開始し、雑誌や書籍のモデルとして参加。同年8月16日、もふくちゃんプロデュースにより、ソロデビューシングル「魔法少女☆未満」をマルチネレコーズより発売。この頃より髪形をボブにする。それ以前はロングヘアであった。
2011年よりグラビア雑誌での活動も開始し、妄撮シリーズの「アキバ妄撮」ではアキバならではの視点として衣裳の用意などを自身で担当。また、同年にもふくちゃんが設立したレーベル「MEME TOKYO」へのでんぱ組.incの移籍や、最上もが・藤咲彩音がでんぱ組.incに加入した頃からでんぱ組.incでの活動が中心となっていく。
2019年1月7日に日本武道館で行われた公演をもってでんぱ組.incを卒業、同年3月末で芸能界を引退した。また、7月14日、東京・下北沢に「夢眠書店」を開業した。完全予約制で子供連れを原則とするが、夫婦、同性パートナー、女性一人の場合も予約可能としている。
2019年12月24日、お笑い芸人バカリズムと結婚。
2023年10月25日、第一子となる男児を出産。

## 人物
年齢の離れた料理人の姉がいるため渋谷系の音楽に影響を受けており、秋葉系では音楽ユニットMOSAIC.WAVに影響を受けている。また、一番大きな衝撃として前述の「完全メイド宣言」を挙げている。
「夢眠ねむ」というアイドル名は、ひらがなの「む」が好きで、あいうえお順にどれがいいか当てはめていきしっくりきたのが「ね」だったのでねむとした。決める際には中野ロープウェイの店長に相談した。名付けた場所は高円寺のケンタッキーフライドチキン前である。苗字はメイド時代の同僚がバンギャ特有のセンスで名付けてくれたものを気に入り、ディアステージ入店時に使用した。
また、子供の頃より自身に芸名を付けており、小学校低学年の頃には「くまだしゃけ」というハンドルネームで漫画を描き、忍たま乱太郎の影響を受け「あすろべえ」という名義を持っていた。
でんぱ組.incでのキャッチフレーズや、ソロデビューシングルのタイトルでもある「魔法少女未満」という言葉は、何にもなれないというコンプレックスを表した「一般人の女の子」を意味しているが、何にもなれない絶望した子の底力が一番強いという思いを持っている。テーマカラーのミントグリーンは実家のお風呂の壁がミントグリーンである事や、メロンソーダが一番好きな飲み物だった事に由来する。一方で、好きな色には銀と金を挙げている。

### 料理
2012年から2016年にかけて、料理イベント「夢眠軒」を秋葉原ディアステージにてほぼ月1回のペースで開催し、その時節に沿った料理を提供していた。2015年2月27日には、同イベントのレシピ等を書籍化した『夢眠軒の料理』を発売。
2014年から2016年にかけて、料理番組「夢眠ねむ&Maa 夢眠姉妹のわくわく♡キュイジンヌ」（FOODIES TV）に、実姉である料理人のMaaと共にレギュラー出演していた。「神田カレーグランプリ2019」では「秋葉原カリガリ」に弟子として参加し、レトルトで通販もする自ら原案のアップルシナモンカレーを提供した。
なお、家系が魚屋でもある。夫であるバカリズム曰く、妻の作る手料理で好きなものは「炊き込みご飯」。

### 美術
2012年夏、田河水泡の弟子であった漫画家の杉浦茂の特別展「杉浦茂のとと?展」に作品を出展。同年12月には、自身初の個展「コズミックメロンソーダマジックラブ」（美術出版社本社ギャラリー）を開催。
アイドルとして活動する以前から美術家を志しており、表現としてアイドルが一番かっこいいと思った為アイドルを選んだとしている。一方、かつては悲しみや怒り、独りぼっちの寂しさなどを原動力として絵を描いていたが、ファンからの愛情をたくさんもらっているために満たされてしまい絵が描けなくなってきているとも述べ、アイドルしか出来なくなってると思うと述べていた。

## 作品

### シングル
| 発売日        | タイトル                           | 規格品番            | 備考                                                                |
| ------------- | ---------------------------------- | ------------------- | ------------------------------------------------------------------- |
| 2010年8月16日 | 魔法少女☆未満                      | MARUI-001/MJDS-1004 | 作詞：夢眠ねむ、CHEEBOW、作曲・編曲：CHEEBOW                        |
| 2012年12月8日 | コズミックメロンソーダマジックラブ | PPTF-8037           | 作詞：PandaBoY、夢眠ねむ 作曲・編曲：PandaBoY、個展で1000枚限定発売 |

### アルバム
| 発売日         | タイトル | 規格品番                                              | 備考                                                          |
| -------------- | -------- | ----------------------------------------------------- | ------------------------------------------------------------- |
| 2018年11月21日 | 夢眠時代 | TFCC-86650（初回限定盤、CD+DVD）/TFCC-86651（通常版） | 芸能活動10周年記念1stソロアルバム。オリコンウィークリー11位。 |

### 参加作品
| 発売日         | アーティスト名       | タイトル                                                                  | 形式                       | レーベル             | 備考 |
| -------------- | -------------------- | ------------------------------------------------------------------------- | -------------------------- | -------------------- | --- |
| 2010年11月19日 | 三好史               | 平成22年のうた                                                            | スタジオ・アルバム         | MIYOSI FUMI LABEL    | 「さかなのトンカカ」、「ついったんのテーマ」、「赤ふぁぼ」に参加。 |
| 2010年12月23日 | 三好史               | 平成22年のだぶ                                                            | リミックス・アルバム       | MIYOSI FUMI LABEL    | 「さかなのトンカカ (Moonbug Rework)」、「ついったんのテーマ (Dub's H22 DubRemix)」、「さかなのトンカカ (Tonkaka Edit)」、「赤ふぁぼ (Clubby Mix)」に参加。限定200枚。 |
| 2011年3月13日  | monoROSETTA          | 東方メレンゲ少女夜行                                                      | コンピレーション・アルバム | イオシス             | 「たったひとつの残酷な希望」に参加。 |
| 2011年5月8日   | monoROSETTA          | GREATEST HITS(予定) Vol.1                                                 | 東方アレンジCD             | イオシス             | |
| 2011年8月13日  | monoROSETTA          | 東方プレシャス流星少女                                                    | コンピレーション・アルバム | イオシス             | 「未確認少女〜sence of undefined feelings」に参加。 |
| 2011年5月25日  | -                    | リアル系アイドル図鑑                                                      | コンピレーション・アルバム | 5pb.                 | 「魔法少女☆未満」を収録。 |
| 2012年9月26日  | トーテムロック       | ホリデイ featuring 夢眠ねむ                                               | シングル                   | VILLAGE DISC         | iTunes Storeで発売。 |
| 2012年         | velvet peach seven   | Rainbow / Important feat.夢眠ねむ                                         | 配信シングル               | -                    | 「Important feat. 夢眠ねむ」に参加。 |
| 2012年12月5日  | velvet peach seven   | Music Rainbow                                                             | ミニアルバム               | CE RECORDS           | 「Important Remix feat. 夢眠ねむ」に参加。 |
| 2013年9月12日  | -                    | 妄想科学デパート AKIBANOISE presents ホタヒカ〜まだ帰りたくない、蛍の光〜 | リミックス・アルバム       | Shops.Love           | もふくちゃんが出演するTOKYO FMの番組『妄想科学デパート AKIBANOISE』による企画作品。「蛍の光（PandaBoY REMIX feat.夢眠ねむ）」に参加。                                 |
| 2014年2月26日  | 寺嶋由芙             | #ゆーふらいと                                                             | シングル                   | AVOCADO records      | 作詞で参加。 |
| 2016年9月21日  | 寺嶋由芙             | わたしになる                                                              | アルバム                   | IMPERIAL RECORDS     | 「オブラート・オブ・ラブ」に作詞で参加。 |
| 2020年2月26日  | 寺嶋由芙             | #ゆーふらいとⅡ                                                            | シングル                   | IMPERIAL RECORDS     | 作詞で参加。 |
| 2015年4月22日  | DJみそしるとMCごはん | ジャスタジスイ                                                            | アルバム                   | キューンミュージック | 「あんかけ炊炒飯 feat.夢眠ねむ」に参加。 |
| 2016年9月21日  | ハルメンズX          | 35世紀                                                                    | アルバム                   |                      | 「結果」にゲストボーカルとして参加。 |
| 2017年7月5日   | V.A.                 | VOCALOID 夢眠ネム                                                         | アルバム                   | TOY'S FACTORY        | 主に後述のVOCALOID「夢眠ネム」が歌うアルバムに、ゲストボーカル、作詞などで参加。                                                                                      |
| 2018年5月30日  | 石濱翔               | 太鼓の達人 オリジナルサウンドトラック りんごあめ                          | コンピレーション・アルバム | クラリスディスク     | 「忍者は最高」に参加。 |

### ミュージック・ビデオ監督
夢眠ねむ単独での監督はさよならポニーテールの「ぼくらの季節」のみであり、同作品には映像作家スミスがお目付け役として参加。この作品をきっかけにスミスとの映像監督ユニット「スミネム」を結成し、以降「スミネム」として監督。
- さよならポニーテール『ぼくらの季節』（2012年12月）[46][47]
- でんぱ組.inc『ノットボッチ...夏』（2013年夏）[48]
- さよならポニーテール『新世界交響楽』（2014年2月）[49]
- Base Ball Bear『そんなに好きじゃなかった』（2014年6月）[50]
- LinQ『ウェッサイ!!ガッサイ!!』（2014年9月）[51]
- PUFFY『パフィピポ山』[52]
- 寺嶋由芙『わたしになる』（2016年）[53]
- 『五十五嵐ゴウの人生！』（2017年）[54]

### 美術作品・デザイン
- パルコ『シブカル祭』ポスターデザイン（2011年）[38]
- 会田誠『美術であろうとなかろうと』作品出展（2011年）[38]
- 杉浦茂 特別展『杉浦茂のとと？展』作品出展（2012年）[38]
- 個展『コズミックメロンソーダマジックラブ』開催（2012年、美術出版社本社ギャラリー）[38]
- 『10年代の無条件幸福』作品出展（2013年）[38]
- 『谷口菜津子展』作品出展（2013年）[38]

## 出演

### テレビ
- ハードル・プードル「未来ディレクター吉村」（2012年12月27日深夜、テレビ朝日） - テレビ朝日AD 役
- 夢眠ねむ＆Maa 夢眠姉妹のわくわく♡キュイジンヌ（2014年7月7日 - 2016年、FOODIES TV） -  スカパー!アワード2014「ココロ動いた番組賞」受賞
- カルチュラサークル（2014年8月9日、フジテレビ） - 第2弾（2015年1月31日）にも出演
- 実在性ミリオンアーサー（2014年、tvkほか） - マーリン 役
- 〜おバカな大人マジリスペクト!〜人生のパイセンTV（2015年1月4日・3月28日、フジテレビ） - 司会
- ワラッチャオ!（2015年12月 - 2017年3月、NHK BSプレミアム） - 準レギュラー
- アイキャラ（2016年1月 - 3月・7月 - 10月・2017年6月 - 2018年3月・4月 - 、日本テレビ） - レギュラー[55]
- 関根＆徳井の妄活のススメ（2016年3月19日・2017年1月1日、中京テレビ） - レギュラー
- 夢眠る体育祭（2016年10月16日・2017年2月4日・5月7日、中京テレビ）
  - 続編「ねむたい」（2017年12月10日・2018年10月21日・12月16日、中京テレビ）[56][57]
- 液体グルメバラエティー たれ（2017年7月 - 、テレビ東京） - ナレーター
- 田中・ねむの「ひらめけ！デンキッキ」（2017年10月21日 - 2019年2月23日、Kawaiian TV）
- 一・二・三！羽生善治の大逆転将棋（2018年1月3日、NHK BSプレミアム） - 司会
- 夢眠ねむのまどろみのれん酒（2018年10月7日 - 2019年3月31日、BS日テレ） - 初単独冠番組
- よなよなラボ（2020年8月15日、NHK総合）

### ラジオ
- Dera☆Dear☆Stage（2018年4月7日 - 2019年3月30日、東海ラジオ） - 提供：トイズファクトリー、ディアステージ
- まんまる (2024年4月2日 - 、NHKラジオ第1)　-火曜日パーソナリティー

### アニメ
- アイカツ! 挿入歌「さまさまばけーしょん！」歌唱担当 - グッピー役

### ネット配信
- たぬぴよラジオ（2009年 - 、Ustream→Twitch、毎週水曜日23:30頃）

吉河順央とともにパーソナリティーを務める全編フリートークの見えるラジオ。2017年12月よりTwitchに移行。不定期生放送。
過去
- 「夢眠ねむと根本宗子のねむねも」（2015年1月 - 2016年12月、LoGiRL、毎週火曜日22時）

劇作家の根本宗子とともにパーソナリティーを務めるトーク番組
- 「萌えろ!!エンジェルちゃん」（2012年4月 - 7月、ニコニコ本社チャンネル、金曜日21時）

古川未鈴とともに司会を務めた日本のポップカルチャー情報番組
- 「DD.ディスティネーション」（2013年12月14日 - 2014年6月、テレ朝動画、毎週土曜日更新）

モデルの日笠麗奈とともにMCを務めるアイドル番組
- 「日本アニメ（ーター）見本市」勝手に鑑賞会第一回（2015年2月13日、ニコニコ生放送）
- 「日本タイトルだけ大賞」最終審査 第8回 - 第15回（2015年12月 - 2022年12月、ニコニコ生放送） - ゲスト審査員

### CM
- ハイト眞露「マッコリ（マッコリポンチ）」（2013年8月）
- Yahoo! Japan「ヤフオク!」（2013年11月、2014年4月[59]）
  - 2014年11月公開のCMでは「物欲の化身」として出演[60]。
- エスエス製薬「エスカップ『ホップ ステップ エスカップ』キャンペーン」（2014年3月）[61]
- Google「Android」（2016年2月）

### ミュージック・ビデオ
- SILLYTHING - 「サマーロマンサー」（ヒロイン役、2012年9月）[62]
- 小沢健二 - 「流動体について」（2017年2月）[63]

### その他
- 三重県「みえの国観光大使」（2016年1月31日 - 2020年1月30日）[64][65][66]
- ボーカロイド 兎眠りおん（2011年12月16日） - 音声提供[67][68]
- ボーカロイド 夢眠ネム（2017年2月16日） - 音声提供[68]

## 書籍

### 単著
- 夢眠軒の料理（2015年2月27日、主婦の友社）ISBN 9784074100576
- まろやかな狂気―夢眠ねむ作品集（2016年11月、マーキーインコーポレイティド）ISBN 978-4434226229
- ゆめみやげ（2017年9月5日、集英社）ISBN 978-4087808209 MEN'S NON-NO連載「夢眠シュラン」の単行本化
- 本の本―夢眠書店、はじめます―（2017年11月30日、新潮社）ISBN 978-4103513810 WEB上の連載の単行本化
- まろやかな狂気２ 夢眠ねむ遺言集（2018年12月20日、星雲社）ISBN 978-4434253645

### グラビア・モデル
- 『@2.5 62483 - 81』（2011年3月31日、KADOKAWA、カドカワムック 378、ISBN 978-4048940801）
- 『FREECELL特別号 アキバ妄撮 62484 - 01』（2011年8月31日、KADOKAWA、カドカワムック 397、ISBN 978-4048940894）
- 『ギークガール 夢眠ねむと古川未鈴のアキバメイドポーズ集+ねむきゅん新作妄撮収録のCD-ROM付き 62484-12』（2011年11月30日、KADOKAWA、カドカワムック 408、ISBN 978-4048940979）
- 『妄撮chocolate（チョコレート）』（2011年12月20日、講談社、ISBN 978-4062173797） - フォトグラファーTommyによるグラビアのオムニバス[69]
- 『ポスト非リア充時代のための吾妻ひでお』（著：吾妻ひでお、監修：菊地成孔、2012年4月24日、河出書房新社、ISBN 9784309273174）
- 『チェキ It!』（辰巳出版、タツミムック、2012年11月29日、ISBN 978-4777810864）
- 『堕落部屋』（川本史織著、2013年1月25日、グラフィック社、ISBN 9784766124613） - 自宅部屋を公開
- 蜷川実花　『夢眠ねむ×蜷川実花 peppermint』（でんぱ組.incアートブックコレクション 6）　小学館、2017年6月 ISBN 9784096822517

### 雑誌
- 『美術手帖』 - 「女子アート☆文化祭」（2012年11月号、美術出版社） - トップバッターとして登場
- 『フライデー (雑誌)』（2013年1月18日号、講談社）巻末
- 『音楽と人』（2014年4月号、株式会社音楽と人）
- 『読むアイドルマガジン IDOL AND READ 002』（2014年11月26日、シンコーミュージック・エンタテイメント） - インタビュー[9]
- 『imaginary』 - 発行人（2021年12月8日号、夢眠舍）

### 連載
- 「まろやかな狂気」（MARQUEE、90号 - ） - ミュージシャンとの対談
- 「夢眠シュラン」（MEN'S NON-NO、2014年4月号 - 2015年12月号） - おいしいもの紹介